# Championnats du monde par équipes de patinage artistique 2021
 (avril 2021).
Si vous disposez d'ouvrages ou d'articles de référence ou si vous connaissez des sites web de qualité traitant du thème abordé ici, merci de compléter l'article en donnant les références utiles à sa vérifiabilité et en les liant à la section « Notes et références ».
Navigation
Mondiaux par équipes 2019 Mondiaux par équipes 2023
Les septièmes Championnats du monde par équipes de patinage artistique ont lieu du 15 au 18 avril 2021 au gymnase municipal d'Osaka au Japon.
Les six pays ayant eu les meilleurs résultats au cours de la saison 2020/2021 sont qualifiés pour ces championnats : le Canada, les États-Unis, la Chine, l'Italie, le Japon et la Russie. Chaque pays choisit deux patineurs individuels, deux patineuses individuelles, un couple artistique et un couple de danse sur glace.
La fédération chinoise qui avait son pays parmi les six meilleures nations qualifiées, a décliné l'invitation ; la Chine est remplacée par la France. Patinage Canada a choisi de ne pas envoyer de membres de son équipe mondiale, car la période de quarantaine obligatoire de deux semaines à leur retour au Canada ne leur a pas laissé le temps de s'entraîner avant de devoir partir pour le Japon.

## Palmarès final
| Rang | Médailles | Pays       | Points de l'équipe |
| ---- | --------- | ---------- | ------------------ |
| 1    | Or        | Russie     | 125                |
| 2    | Argent    | États-Unis | 110                |
| 3    | Bronze    | Japon      | 107                |
| 4    |           | Italie     | 72                 |
| 5    |           | France     | 67                 |
| 6    |           | Canada     | 57                 |

## Patineurs
| Pays       | Messieurs                        | Dames                                      | Couples                                 | Danse sur glace                        |
| ---------- | -------------------------------- | ------------------------------------------ | --------------------------------------- | -------------------------------------- |
| Canada     | Nam Nguyen Roman Sadovsky        | Gabrielle Daleman Alison Schumacher        | Lori-Ann Matte / Thierry Ferland        | Carolane Soucisse / Shane Firus        |
| États-Unis | Jason Brown Nathan Chen          | Karen Chen Bradie Tennell                  | Alexa Scimeca Knierim / Brandon Frazier | Kaitlin Hawayek / Jean-Luc Baker       |
| France     | Kevin Aymoz Adam Siao Him Fa     | Maïa Mazzara Léa Serna                     | Cléo Hamon / Denys Strekalin            | Adelina Galyavieva / Louis Thauron     |
| Italie     | Daniel Grassl Matteo Rizzo       | Lara Naki Gutmann Ginevra Lavinia Negrello | Nicole Della Monica / Matteo Guarise    | Charlène Guignard / Marco Fabbri       |
| Japon      | Yuzuru Hanyu Shoma Uno           | Rika Kihira Kaori Sakamoto                 | Riku Miura / Ryuichi Kihara             | Misato Komatsubara / Tim Koleto        |
| Russie     | Mikhail Kolyada Evgeni Semenenko | Anna Chtcherbakova Elizaveta Tuktamysheva  | Anastasia Mishina / Aleksandr Galliamov | Victoria Sinitsina / Nikita Katsalapov |

## Résultats par épreuves

### Messieurs
| Rang    | Nom              | Pays       | Points | Programme court | Programme court | Points pour l'équipe | Programme libre | Programme libre | Points pour l'équipe |
| ------- | ---------------- | ---------- | ------ | --------------- | --------------- | -------------------- | --------------- | --------------- | -------------------- |
| 1       | Nathan Chen      | États-Unis | 312.89 | 1               | 109.65          | 12                   | 1               | 203.24          | 12                   |
| 2       | Yuzuru Hanyu     | Japon      | 300.88 | 2               | 107.12          | 11                   | 2               | 193.76          | 11                   |
| 3       | Mikhail Kolyada  | Russie     | 274.14 | 5               | 93.42           | 8                    | 3               | 180.72          | 10                   |
| 4       | Kevin Aymoz      | France     | 263.82 | 4               | 94.69           | 9                    | 4               | 169.13          | 9                    |
| 5       | Evgeni Semenenko | Russie     | 255.19 | 7               | 88.86           | 6                    | 5               | 166.33          | 8                    |
| 6       | Jason Brown      | États-Unis | 255.19 | 3               | 94.86           | 10                   | 8               | 160.33          | 5                    |
| 7       | Shoma Uno        | Japon      | 242.42 | 9               | 77.46           | 4                    | 6               | 164.96          | 7                    |
| 8       | Adam Siao Him Fa | France     | 230.92 | 8               | 78.28           | 5                    | 9               | 152.64          | 4                    |
| 9       | Daniel Grassl    | Italie     | 228.88 | 10              | 67.32           | 3                    | 7               | 161.56          | 6                    |
| 10      | Roman Sadovsky   | Canada     | 224.41 | 6               | 89.61           | 7                    | 10              | 134.80          | 3                    |
| 11      | Nam Nguyen       | Canada     | 199.93 | 11              | 66.89           | 2                    | 11              | 133.04          | 2                    |
| Forfait | Matteo Rizzo     | Italie     |        |                 |                 |                      |                 |                 |                      |

### Dames
| Rang | Nom                      | Pays       | Points | Programme court | Programme court | Points pour l'équipe | Programme libre | Programme libre | Points pour l'équipe |
| ---- | ------------------------ | ---------- | ------ | --------------- | --------------- | -------------------- | --------------- | --------------- | -------------------- |
| 1    | Anna Chtcherbakova       | Russie     | 241.65 | 1               | 81.07           | 12                   | 1               | 160.58          | 12                   |
| 2    | Kaori Sakamoto           | Japon      | 228.07 | 3               | 77.78           | 10                   | 2               | 150.29          | 11                   |
| 3    | Elizaveta Tuktamysheva   | Russie     | 226.58 | 2               | 80.35           | 11                   | 3               | 146.23          | 10                   |
| 4    | Rika Kihira              | Japon      | 202.13 | 4               | 69.74           | 9                    | 5               | 132.39          | 8                    |
| 5    | Bradie Tennell           | États-Unis | 200.59 | 5               | 67.40           | 8                    | 4               | 133.19          | 9                    |
| 6    | Karen Chen               | États-Unis | 189.72 | 6               | 62.48           | 7                    | 6               | 127.24          | 7                    |
| 7    | Lara Naki Gutmann        | Italie     | 179.59 | 7               | 60.45           | 6                    | 7               | 119.14          | 6                    |
| 8    | Alison Schumacher        | Canada     | 171.17 | 9               | 59.19           | 4                    | 8               | 11.98           | 5                    |
| 9    | Ginevra Lavinia Negrello | Italie     | 170.20 | 8               | 59.55           | 5                    | 9               | 110.65          | 4                    |
| 10   | Gabrielle Daleman        | Canada     | 164.52 | 10              | 57.22           | 3                    | 10              | 107.30          | 3                    |
| 11   | Maïa Mazzara             | France     | 155.42 | 11              | 55.31           | 2                    | 11              | 100.11          | 2                    |
| 12   | Léa Serna                | France     | 152.91 | 12              | 55.28           | 1                    | 12              | 97.63           | 1                    |

### Couples
| Rang | Nom                                     | Pays       | Points | Programme court | Programme court | Points pour l'équipe | Programme libre | Programme libre | Points pour l'équipe |
| ---- | --------------------------------------- | ---------- | ------ | --------------- | --------------- | -------------------- | --------------- | --------------- | -------------------- |
| 1    | Anastasia Mishina / Aleksandr Galliamov | Russie     | 225.36 | 1               | 73.77           | 12                   | 1               | 151.59          | 12                   |
| 2    | Alexa Scimeca Knierim / Brandon Frazier | États-Unis | 199.31 | 4               | 65.68           | 9                    | 2               | 133.63          | 11                   |
| 3    | Riku Miura / Ryuichi Kihara             | Japon      | 196.65 | 3               | 65.82           | 10                   | 3               | 130.83          | 10                   |
| 4    | Nicole Della Monica / Matteo Guarise    | Italie     | 194.33 | 2               | 66.09           | 11                   | 4               | 128.24          | 9                    |
| 5    | Cléo Hamon / Denys Strekalin            | France     | 166.18 | 5               | 61.37           | 8                    | 5               | 104.81          | 8                    |
| 6    | Lori-Ann Matte / Thierry Ferland        | Canada     | 156.74 | 6               | 54.91           | 7                    | 6               | 101.83          | 7                    |

### Danse sur glace
| Rang | Nom                                    | Pays       | Points | Danse rythmique | Danse rythmique | Points pour l'équipe | Danse libre | Danse libre | Points pour l'équipe |
| ---- | -------------------------------------- | ---------- | ------ | --------------- | --------------- | -------------------- | ----------- | ----------- | -------------------- |
| 1    | Victoria Sinitsina / Nikita Katsalapov | Russie     | 216.81 | 1               | 86.66           | 12                   | 1           | 130.15      | 12                   |
| 2    | Charlène Guignard / Marco Fabbri       | Italie     | 207.68 | 2               | 82.93           | 11                   | 2           | 124.75      | 11                   |
| 3    | Kaitlin Hawayek / Jean-Luc Baker       | États-Unis | 186.95 | 3               | 76.79           | 10                   | 3           | 110.16      | 10                   |
| 4    | Adelina Galyavieva / Louis Thauron     | France     | 176.92 | 4               | 70.34           | 9                    | 4           | 106.58      | 9                    |
| 5    | Misato Komatsubara / Tim Koleto        | Japon      | 167.24 | 5               | 66.42           | 8                    | 5           | 100.82      | 8                    |
| 6    | Carolane Soucisse / Shane Firus        | Canada     | 162.92 | 6               | 65.06           | 7                    | 6           | 97.86       | 7                    |